# 岡山県道263号泉衣笠線
岡山県道263号泉衣笠線（おかやまけんどう263ごう いずみきぬがさせん）は、岡山県和気郡和気町を通る一般県道である。

## 概要
和気郡和気町泉と和気郡和気町福富を結ぶ。

### 路線データ
- 起点：和気郡和気町泉（和気中学校入口交差点、岡山県道・兵庫県道96号岡山赤穂線交点）
- 終点：和気郡和気町福富（岡山県道181号和気停車場線交点）
- 総延長：1.89 km

## 歴史
- 1960年（昭和35年）3月18日 - 岡山県告示第335号により認定される。
- 1972年 - 岡山県の県道番号再編（固定番号制導入）により現行の路線名称および路線番号に変更される。

## 路線状況

### 道路施設

#### 橋梁
- 安養寺橋（金剛川、和気郡和気町泉 - 和気郡和気町日室、延長：103 m）

## 地理

### 通過する自治体
- 和気郡和気町

### 交差する道路
| 交差する道路                     | 交差する場所 | 交差する場所                |
| -------------------------------- | ------------ | --------------------------- |
| 岡山県道・兵庫県道96号岡山赤穂線 | 泉           | 和気中学校入口交差点 / 起点 |
| 岡山県道181号和気停車場線        | 福富         | 終点                        |

### 沿線
- 金剛川 - 吉井川支流
- 和気町役場
- 岡山県立和気閑谷高等学校
- 同和鉱業片上鉄道線廃線跡 - 現在は岡山県道703号備前柵原自転車道線というサイクリングロード（愛称：片鉄ロマン街道）に転用されている。
- JR西日本山陽本線 和気駅（終点付近）